# 長井道利
長井 道利（ながい みちとし）は、戦国時代の武将。斎藤氏家臣。美濃国兼山城城主。関城（安桜山城）城主。隼人佐、隼人正。斎藤道三・義龍・龍興の斎藤家3代に仕えた重臣で、中濃、北濃方面を担った。

## 生涯
大永元年（1521年）に生まれた（「長井井上系図」『美濃国諸家系譜』）。はじめ美濃国竹ヶ鼻城に住む。

### 斎藤家の父子相克
はじめ道三に仕えたが、道三と義龍が不仲になると、弘治元年（1555年）11月、義龍に接近して、道三の寵愛する義龍の異母弟・孫四郎、喜平次らの暗殺を提言し、義龍と共に2人を謀殺した。直後の12月に義龍の知行充行の使者となっている（備藩国臣古証文）。弘治2年（1556年）4月の長良川の戦いでは子の道勝と共に義龍側に付き、道三を討ち果たし、義龍が可児郡の明智氏を滅ぼすと、明智庄の代官となった（永禄8年4月13日付顔戸八幡神社棟札）。

### 中濃・北濃の支配
永禄4年（1561年）5月に義龍が急死すると、織田信長が美濃に侵入し在陣を続けたため、長井道利と義龍の子・斎藤龍興が和睦したことを瑞龍寺の書状が伝えており（年不詳6月6日付関善寺(信濃)宛瑞龍寺(美濃)文書「別伝座元悪行記」所収文書）、同年の墨俣における合戦中の出来事と考えられる。そして、長井道利は斎藤義龍または斎藤龍興の重臣と不和だったことも窺える。
また、6月16日付で信濃国を領国化し東濃・苗木城の遠山直廉と連携していた武田信玄から、長井道利は助勢の書状を受け取っている。その内容（原文下記）は、「井の口（岐阜）より出陣の知らせがあり、信州の兵に出陣の準備をさせている。10日以上の長陣であれば自ら出陣するが、敵が退散し安心した。今後も加勢…」とあり、永禄4年（1561年）6月の墨俣において織田信長が長陣した場合、斎藤龍興・長井道利に加勢するとの内容と推測される。なお、永禄3年（1560年）6月に斎藤義龍と長井道利が不和となり、対峙した内容とも読める。
- 「自井口働之由、注進候間、則信州先申付可遣候、仕度専候き、其上及十日之長陣者、出馬可逐一戦之旨、談合候處、無功退散、先以心地好候、於向後者、其身上無二へ可見積心底候、加勢城米等、無隔心可被申越候、委曲長延寺・甘利可申候、恐々謹言」信玄（判）　長井隼人殿（年不詳6月16日付書状写「古今消息集十」）

永禄5年（1561年）10月、八幡城城主・遠藤盛数が死去し、子の慶隆が13歳で後を継ぐと、危機を憂慮した遠藤家の老臣たちの決定で、道利は盛数の未亡人（慶隆の母）と結婚し、慶隆の後見人となった。
永禄7年（1564年）2月、竹中重治が稲葉山城を奪取した際、慶隆は、母や弟・慶胤とともに井ノ口の道利のもとにいたため、山県郡深瀬郷に避難した。これに乗じて、郡上木越城城主・遠藤胤俊が八幡城を攻め取り、さらに慶隆兄弟を殺害しようとしたため、慶隆は苅安城に逃れた。斎藤龍興が稲葉山城を取り返すと、翌永禄8年（1565年）に道利は苅安城へ援軍を送り、胤俊が降伏したため、八幡城は慶隆に戻された。
長井道利と武田信玄との友好関係はその後も続いており、永禄7年10月には快川紹喜の甲斐への道中の安全を頼まれている。この関係は、永禄8年に信玄が斎藤氏と敵対する織田信長と婚姻関係を結ぶまで続いたと考えられる。
顔戸八幡神社（現御嵩町）の棟札によれば、道利は永禄8年4月時点で、少なくとも可児・加茂地方を龍興の代官として支配しており、金山城も支配下にあった。また、関城は中世城館としての遺構はほとんど見られないため、関城主というより金山城を本拠として斎藤政権の東部方面軍を指揮していたと考えられる。

### 信長の美濃侵攻とその後
尾張の織田信長の美濃攻略を始め、永禄8年夏に木下秀吉が鵜沼城へ攻め寄せると、道利は兵300で秀吉を攻撃したが、木下秀長に側面を突かれて秀吉を逃した。同年9月には、斎藤方の堂洞城城主・岸信周と共に、織田側に寝返った佐藤忠能の居城・加治田城奪取に乗り出すが、堂洞合戦で信周が討ち死にしたため、居城の関城に籠城するも、織田方の斎藤利治（長龍）によって攻め落とされた。
その後も継子の遠藤慶隆らと共に信長に抵抗するが、永禄10年（1567年）、稲葉山城が陥落したため、龍興と共に伊勢国に逃れた。元亀元年（1570年）には、長島一向一揆に加勢して敵対を続けた。その後、15代将軍足利義昭に仕えた。
元亀2年（1571年）、白井河原の戦いにおいて、義昭の命で和田惟政の援軍に赴く。同年8月28日、荒木村重の臣・三田傳助により討死した。51歳。法名は徳翁、徳翁道舜、前布護徳翁道舜禅定門（「常在寺記録」）。
一説には、天正元年（1573年）に越前刀根山で主・龍興と共に討死にしたとも（刀根坂の戦い）（『岐阜軍記』）、信長の稲葉山城攻めの時点で逐電または死去したともいわれる。

## 父について
道利の父について、以下の諸説がある。
- 斎藤道三の若い頃の子で、義龍が生まれると、道三の庶子または弟（『武家事紀』）とした[16][17][12]。
- 長井利隆の孫（『美濃明細記』『美濃国雑事記』）、長井長弘の子（『岐阜軍記』）などの説もあり、長井家の名跡を継いだためと考えられる[6]。
- 「長井井上系図」『美濃国諸家系譜』は、長井長張（藤左衛門尉）の子とする[4]。
- 『関市史』では、長井利隆（豊後守）の子としている[18]。

## 子ども
○出典：『寛政重修諸家譜』
- 井上道勝 - 忠右衛門。秀吉に仕えた。
- 井上定次（頼次） - 半右衛門。秀吉に仕えた。
- 井上定利（時利）（利定） - 小左衛門。母は稲葉宗張の娘。秀吉・秀頼に仕えた。
- 女子 - 寺沢氏家臣・戸田又右衛門某の妻。
- 女子 - 佐藤六左衛門才秀の養女。のち、稲葉彦六郎家臣・後藤十右衛門利久の妻。
- 宗珀 - 玉室。大徳寺芳春院の院主。

## テレビドラマ
- 国盗り物語（1973年、NHK大河ドラマ、演者：森幹太）
- 織田信長（1989年、TBS、演者：宮内洋）
- 信長 KING OF ZIPANGU（1992年、NHK大河ドラマ、演者：浜田晃）